# Charles de Bourbon visitant le Pape Benoît XIV au Coffee House du Quirinal
Charles de Bourbon visitant le pape Benoît XIV au Coffee House du Quirinal est un tableau du peintre italien Giovanni Paolo Panini, commandé par Charles de Bourbon en 1746 et achevé la même année. Il montrait et commémorait la visite de Charles à Rome après la victoire des Bourbons sur les Autrichiens à la bataille de Velletri en 1744 - lui et le pape Benoît XIV étaient déjà amis et avaient signé un concordat en 1741. 

## Exposition
Le tableau a été initialement accroché au Palais Capodimonte à Naples et en 1806 a été transféré au Palazzo degli Studi. Juste avant l'arrivée des troupes alliées à Naples, des soldats allemands de la division Hermann Goering ont pris le tableau et l'ont présenté à la République sociale italienne. Il a été retourné à Naples après la guerre pour rejoindre la collection du musée national de Capodimonte, où il est toujours accroché avec sa paire Charles de Bourbon visitant la basilique Saint-Pierre dans l'Appartement Royal du palais.